# Assassinos em série brasileiros
Os assassinos em série brasileiros são indivíduos que cometeram mais de um homicídio confirmado, seguindo determinados padrões, no Brasil. Por serem raros, este tipo de crime costuma se tornar notório.
Uma definição de assassino em série foi publicada pelo Instituto Nacional de Justiça em 1988:
O assassino em série brasileiro com o maior número de vitimas fatais é Pedro Rodrigues Filho, conhecido como "Pedrinho Matador", que está em quinto lugar mundial quanto ao número de vitimas, com 71 vitimas confirmadas e 100 confessadas.

## Perfil
Segundo o artigo O perfil psicológico dos assassinos em série e a investigação criminal, publicado pela Escola Superior de Polícia Civil, em geral os assassinos em série sofrem de psicopatia ou psicose.
Já o portal Psiqweb aponta que há um estereótipo comum à maioria do assassinos em série: são  homens jovens, de raça branca, que atacam preferentemente as mulheres e que cometeram seu primeiro crime antes dos 30 anos de idade. "Evidentemente aceita-se muitas exceções", enfatizou o site.

## Assassinos identificados
| Nome                                    | Apelido                                       | Local de nascimento                 | Locais dos crimes                                                     | Perfil das vítimas                                                  | Vitimas fatais confirmadas | Tempo de atividade        | Condenação                                               | Status                                                                                                | Ref.                 |
| --------------------------------------- | --------------------------------------------- | ----------------------------------- | --------------------------------------------------------------------- | ------------------------------------------------------------------- | -------------------------- | ------------------------- | -------------------------------------------------------- | --- | -------------------- |
| Pedro Rodrigues Filho                   | Pedrinho Matador                              | Santa Rita do Sapucaí, Minas Gerais | Em diversas partes do território nacional                             | Criminosos (supostos ou condenados)                                 | 71+                        | 1967 a 2003               | 128 anos de prisão, tendo cumprido 42 anos               | Morto, assassinado a tiros                                                                            | [ 4 ]                |
| Hélio José Muniz Filho                  | Helinho Justiceiro                            | Camaragibe, Pernambuco              | Em todo o Estado do Pernambuco                                        | Criminosos (supostos ou condenados)                                 | 60                         | Incerto                   | 201 anos de prisão                                       | Morto, assassinado a golpes de armas brancas                                                          | [ 5 ]                |
| Florisvaldo de Oliveira                 | Cabo Bruno                                    | Uchoa, São Paulo                    | Periferia de São Paulo                                                | Criminosos (supostos ou condenados)                                 | 50                         | 1980 a 1983               | 118 anos de prisão                                       | Morto, assassinado a tiros                                                                            | [ 6 ]                |
| Francisco das Chagas Rodrigues de Brito | Emasculador do Maranhão                       | Caxias, Maranhão                    | 4 municípios do Estado do Maranhão                                    | Meninos                                                             | 42                         | 1989 a 2004               | 385 anos de prisão                                       | Preso                                                                                                 | [ 7 ]                |
| Tiago Henrique Gomes da Rocha           | Maníaco de Goiânia                            | Goiânia, Goiás                      | Goiânia e arredores                                                   | Homossexuais, prostitutas e mulheres                                | 39                         | 2011 a 2014               | Mais de 600 anos de prisão                               | Preso                                                                                                 | [ 8 ]                |
| Ramiro Matildes Siqueira                | Ramiro da Cartucheira, Bandido da cartucheira | Jaboticatubas, Minas Gerais         | Interior de São Paulo                                                 | Variado                                                             | 15                         | 1970-1980                 | 135 anos de prisão                                       | Morto, em decorrência de um ataque cardíaco na prisão                                                 | [ 9 ]                |
| Fortunato Botton Neto                   | Maníaco do Trianon                            | São Paulo, São Paulo                | Parque Trianon                                                        | Homossexuais                                                        | 13                         | 1986 a 1989               | 8 anos de prisão                                         | Morto, em decorrência de uma broncopneumonia decorrente da AIDS                                       | [ 10 ]               |
| Orlando Sabino                          | Monstro de Capinópolis                        | Arapongas, Paraná                   | Triângulo Mineiro                                                     | Variado                                                             | 12                         | 1971                      | Internação psiquiátrica                                  | Morto, em decorrência de um infarto                                                                   | [ 11 ]               |
| Paulo José Lisboa                       | Maníaco da Corrente                           | Incerto                             | Interior de São Paulo e do Espírito Santo                             | Prostitutas                                                         | 11                         | 1980 a 2000               | Mais de 20 anos de prisão                                | Morto, causas naturais                                                                                | [ 12 ]               |
| Laerte Patrocínio Orpinelli             | Maníaco da Bicicleta                          | Araras, São Paulo                   | Interior de São Paulo                                                 | Variado, principalmente crianças                                    | 10                         | 1990 a 2000               | 100 anos de prisão                                       | Morto, causas naturais não identificadas                                                              | [ 13 ]               |
| Adriano da Silva                        | Monstro de Passo Fundo                        | Paraná                              | Interior do Rio Grande do Sul                                         | Crianças                                                            | 10                         | 2002 a 2004               | 264 anos de prisão                                       | Preso                                                                                                 | [ 14 ]               |
| Luis Alves Martins Filho                | Nando, serial killer do Danúbio Azul          | Incerto                             | Campo Grande, Mato Grosso do Sul                                      | Criminosos (supostos ou condenados)                                 | 9+                         | 2012 a 2016               | 205 anos de prisão                                       | Preso                                                                                                 | [ 15 ]               |
| Benedito Moreira de Carvalho            | Monstro de Guaianases, Estrangulador Loiro    | Tambaú, São Paulo                   | Grande São Paulo                                                      | Meninas e mulheres                                                  | 8                          | 1952                      | Internação psiquiátrica                                  | Morto                                                                                                 | [ 16 ]               |
| Benedito Gomes Rodrigues                | Vampiro de Monte Santo, Vampiro da Mogiana    | Três Corações, Minas Gerais         | Estados de Minas Gerais e São Paulo                                   | Variado                                                             | 8                          | 1966 a 1967               | Internação psiquiátrica                                  | Desaparecido                                                                                          | [ 17 ]               |
| José Paz Bezerra                        | Monstro do Morumbi                            | Alagoa Nova, Alagoas                | São Paulo e Belém                                                     | Mulheres                                                            | 8                          | 1970 a 1971               | 60 anos de prisão cumprindo apenas 30 anos de prisão     | Em liberdade                                                                                          | [ 18 ]               |
| Marcelo Costa de Andrade                | Vampiro de Niterói                            | Rio de Janeiro, Rio de Janeiro      | Redondezas de Itaboraí                                                | Crianças                                                            | 8                          | 1991                      | Internação psiquiátrica                                  | Em tratamento psiquiátrico                                                                            | [ 19 ]               |
| Douglas Baptista                        | Maníaco de São Vicente                        | Incerto                             | Baixada Santista, Estado de São Paulo                                 | Crianças                                                            | 8                          | 1992 a 2003               | 48 anos de prisão                                        | Preso                                                                                                 | [ 20 ]               |
| Jorge Luiz Morais de Oliveira           | Monstro da Favela Alba                        | São Paulo, São Paulo                | São Paulo                                                             | Psicopata                                                           | 8                          | 1994 a 1995 e 2014 a 2015 | 120 anos de prisão                                       | Preso                                                                                                 | [ 21 ]               |
| Ronis de Oliveira Bastos                | Serial killer de Itaquaquecetuba              | Itaquaquecetuba, São Paulo          | Itaquaquecetuba                                                       | Esquizofrênico                                                      | 8                          | 2011                      | Internação psiquiátrica                                  | Morto                                                                                                 | [ 22 ]               |
| Francisco de Marco                      | Vampiro de Rio Claro, Chico Vidraceiro        | Incerto                             | interior de São Paulo e Minas Gerais                                  | Crianças                                                            | 7                          | 1953 a 1984               | 120 anos de prisão                                       | Morto                                                                                                 | [ 23 ]               |
| Francisco de Assis Pereira              | Maníaco do Parque                             | Guaraci, São Paulo                  | São Paulo                                                             | Mulheres                                                            | 7                          | 1997 a 1998               | 268 anos de prisão                                       | Preso                                                                                                 | [ 24 ]               |
| Paulo Sérgio Guimarães da Silva         | Maníaco do Cassino                            | Rio Grande, Rio Grande do Sul       | Praia do Cassino                                                      | Variado                                                             | 7                          | 1998 a 1999               | 184 anos de prisão                                       | Preso                                                                                                 | [ 25 ]               |
| Cleber de Souza Carvalho                | Pedreiro Assassino                            | Campo Grande, Mato Grosso do Sul    | Campo Grande                                                          | Variado                                                             | 7                          | 2015 a 2020               | Mais de 95 anos de prisão                                | Preso                                                                                                 | [ 26 ]               |
| Febrônio Índio do Brasil                | Filho da Luz                                  | Jequitinhonha, Minas Gerais         | Rio de Janeiro                                                        | Maníaco sexual, psicopata e participante de suposta seita religiosa | 6                          | 1927                      | Internação psiquiátrica                                  | Morto, após sofrer com um enfisema pulmonar                                                           | [ 27 ]               |
| Osvaldo Sônego                          | Empalador de Tatuí                            | Tatuí, São Paulo                    | Interior de São Paulo                                                 | Crianças                                                            | 6                          | 1996                      | Internação psiquiátrica                                  | Em tratamento psiquiátrico                                                                            | [ 28 ]               |
| José Vicente Matias                     | Corumbá                                       | Firminópolis, Goiás                 | Maranhão e Goiás                                                      | Mulheres                                                            | 6                          | 1999 a 2005               | 23 anos de prisão                                        | Preso                                                                                                 | [ 29 ]               |
| Adailton Nascimento Neiva               | Maníaco de Novo Gama                          | Novo Gama, Goiás                    | Goiás                                                                 | Variado                                                             | 6                          | 2000 a 2009               | Mais de 40 anos de prisão                                | Preso                                                                                                 | [ 30 ]               |
| Adimar Jesus da Silva                   | Maníaco de Luziânia                           | Luziânia, Goiás                     | Luziânia                                                              | Crianças                                                            | 6                          | 2009 a 2010               | Morto antes de uma condenação                            | Morto, após enforcamento na prisão                                                                    | [ 31 ]               |
| Edmar Silva Rodrigues Junior            | Maníaco da Tesoura                            | Vila Velha, Espírito Santo          | Grande Vitória                                                        | Mulheres                                                            | 6                          | 2010                      | Preso                                                    | Preso                                                                                                 | [ 32 ]               |
| Luan Barcelos da Silva                  | O Matador de Taxistas                         | Incerto                             | Rio Grande do Sul                                                     | Variado                                                             | 6                          | 2013                      | 55 anos de prisão                                        | Preso                                                                                                 | [ 33 ]               |
| Jonathan Lopes de Santana               | Maníaco da Machadinha                         | Mogi das Cruzes, São Paulo          | Mogi das Cruzes                                                       | Variado                                                             | 6                          | 2014                      | Internação psiquiátrica                                  | Em tratamento psiquiátrico                                                                            | [ 34 ]               |
| Lázaro Barbosa de Sousa                 | Carrasco do Incra 9                           | Barra do Mendes, Bahia              | Bahia e Distrito Federal                                              | Variado                                                             | 6                          | 2021                      | Morto antes de uma condenação                            | Morto a tiros em confronto com a polícia                                                              | [ 35 ]               |
| Sebastião Antônio de Oliveira           | Monstro de Bragança                           | Amparo, São Paulo                   | Bragança Paulista                                                     | Crianças                                                            | 5                          | 1953 a 1963               | Internação psiquiátrica                                  | Morto, após enforcamento                                                                              | [ 36 ]               |
| Luiz Baú                                | Monstro de Erechim                            | Itatiba do Sul, Rio Grande do Sul   | Erechim e Itatiba do Sul                                              | Variado                                                             | 5                          | 1974 a 1980               | Internação psiquiátrica                                  | Desaparecido                                                                                          | [ 37 ]               |
| Lucio Mário Fabiano                     | Maníaco do Cohatrac                           | Incerto                             | São Luís Maranhão; Governador Valadares e Belo Horizonte Minas Gerais | Variado                                                             | 5                          | 1987 a 1989               | Incerto                                                  | Morto em rebelião em 2003 no Complexo Penitenciário de Pedrinhas.                                     | [ 39 ]               |
| José Carlos Maximiliano Ruas            | Maníaco do Brás                               | Incerto                             | Brás São Paulo                                                        | Variado                                                             | 6                          | 1979 a 1982               | Incerto                                                  | Incerto                                                                                               | [ 40 ]               |
| Andre Luis Casimiro                     | Serial killer de Juiz de Fora                 | Incerto                             | Juiz de Fora, Minas Gerais                                            | Variado                                                             | 5                          | 1995                      | Mais de 11 anos de prisão                                | Incerto                                                                                               | [ 41 ]               |
| Humberto de Oliveira Alves              | Gordo                                         | Itapetim, Pernambuco                | Comunidade rural Batinga, Itapetim                                    | Variado                                                             | 5                          | 1999 e 2002               | 40 anos de prisão (17 cumpridos)                         | Morto em 25 de maio de 2023, após ter sido assassinado a tiros                                        | [ 42 ] [ 43 ] [ 44 ] |
| Otávio Rodrigues de Oliveira            | Maníaco do Arcos                              | Arcos, Minas Gerais                 | Arcos                                                                 | Mulheres                                                            | 5                          | 2000                      | Morto antes de uma condenação                            | Morto, após suicídio na prisão                                                                        | [ 45 ]               |
| Roneys Fon Firmino Gomes                | Maníaco da Torre                              | Maringá, Paraná                     | Maringá                                                               | Prostitutas                                                         | 5                          | 2001 a 2005               | 21 anos de prisão                                        | Preso                                                                                                 | [ 46 ]               |
| Leandro Basílio Rodrigues               | Maníaco de Guarulhos                          | Guarulhos, São Paulo                | Guarulhos                                                             | Mulheres                                                            | 5                          | 2007 a 2008               | 111 anos de prisão                                       | Preso                                                                                                 | [ 47 ]               |
| Marcos Antunes Trigueiro                | Maníaco de Contagem                           | Brasília de Minas, Minas Gerais     | Contagem                                                              | Mulheres                                                            | 5                          | 2009 a 2010               | 170 anos de prisão                                       | Preso                                                                                                 | [ 48 ]               |
| José Augusto do Amaral                  | Preto Amaral                                  | Conquista, Minas Gerais             | São Paulo                                                             | Homens                                                              | 4                          | 1927                      | Morto antes de uma condenação                            | Morto, após sofrer de pneumonia                                                                       | [ 49 ]               |
| Dario Peixoto da Mota                   | Landru Estrangulador                          | Incerto                             | Grande Rio, Rio de Janeiro                                            | Variado                                                             | 4                          | 1960 a 1976               | 8 anos de prisão, posteriormente internação psiquiátrica | Morto após suicídio                                                                                   | [ 50 ] [ 51 ]        |
| João Acácio Pereira da Costa            | Bandido da Luz Vermelha                       | Joinville, Santa Catarina           | Em diversas partes do território nacional                             | Variado                                                             | 4                          | 1966 e 1967               | 351 anos de prisão                                       | Morto, assassinato a tiros com uma espingarda                                                         | [ 52 ]               |
| Cirineu Carlos Letang                   | Matador de Travestis                          | São Paulo, São Paulo                | São Paulo                                                             | Travestis                                                           | 4                          | 1993 e 2011               | 65 anos de prisão                                        | Preso                                                                                                 | [ 53 ]               |
| Edson Izidoro Guimarães                 | Anjo da Morte                                 | Rio de Janeiro, Rio de Janeiro      | Rio de Janeiro                                                        | Variado                                                             | 4                          | 1999                      | 76 anos de prisão                                        | Preso                                                                                                 | [ 54 ]               |
| Claudio de Souza                        | Maníaco da Lanterna                           | Alta Floresta, Mato Grosso          | Alta Floresta                                                         | Variado                                                             | 4                          | 2004 a 2007               | Mais de 62 anos de prisão                                | Preso                                                                                                 | [ 55 ]               |
| Irineu Carlos Nórdio                    | Maníaco do Serrote                            | Videira, Santa Catarina             | Santa Catarina                                                        | Variado                                                             | 4                          | 1999 a 2016               | 52 anos de prisão                                        | Preso                                                                                                 | [ 56 ]               |
| Abraão José Bueno                       | Enfermeiro da morte                           | Rio de Janeiro, Rio de Janeiro      | Rio de Janeiro                                                        | Crianças                                                            | 4                          | 2005                      | 110 anos de prisão                                       | Preso                                                                                                 | [ 57 ]               |
| Sailson José das Graças                 | Serial killer da Baixada Fluminense           | Rio de Janeiro, Rio de Janeiro      | Nova Iguaçu, Rio de Janeiro                                           | Variado                                                             | 4                          | 2005 a 2014               | Mais de 61 anos de prisão                                | Preso                                                                                                 | [ 58 ]               |
| José Naldo Santos Silva                 | Serial Killer da Borracharia                  | Incerto                             | Nossa Senhora do Socorro, Sergipe                                     | Variado                                                             | 4                          | 2012 a 2019               | 44 anos de prisão                                        | Preso                                                                                                 | [ 59 ]               |
| Diogo dos Santos Pestana                | O Monstro de Águas Lindas                     | Incerto                             | Águas Lindas, Goiás e Ceiândia, Distrito Federal                      | Variado                                                             | 4                          | 2014 a 2015               | Mais de 100 anos de prisão                               | Preso                                                                                                 | [ 60 ]               |
| Pedro Costa de Oliveira                 | Pedro Palhaço                                 | Camaquã, Rio Grande do Sul          | Porto Alegre e Montenegro, Rio Grande do Sul                          | Necrófilo                                                           | 3                          | 1922 a 1952               | 130 anos de prisão                                       | Morto                                                                                                 | [ 61 ]               |
| João dos Santos                         | Estrangulador da Lapa                         | Itaperuna, Rio de Janeiro           | Rio de Janeiro                                                        | Variado                                                             | 3                          | 1962                      | 70 anos de prisão                                        | Em liberdade desde 1985                                                                               | [ 62 ]               |
| José Carlos Martins                     | Beto, o estripador                            | Ribeirão Preto, São Paulo           | Estado de São Paulo                                                   | Variado                                                             | 3                          | 1986                      | 79 anos de prisão                                        | Incerto                                                                                               | [ 63 ] [ 64 ]        |
| Anísio Ferreira de Sousa                | Emasculador de Altamira                       | Altamira, Pará                      | Altamira                                                              | Meninos                                                             | 3                          | 1989 a 1992               | 77 anos de prisão                                        | Preso. Em 2016 recebeu Habeas corpus e monitoramento por tornozeleira por conta de problemas médicos. | [ 65 ] [ 66 ] [ 67 ] |
| Jailson Nunes do Amaral                 | Maníaco de Itaboraí                           | Incerto                             | Itaboraí, Rio de Janeiro                                              | Variado                                                             | 3                          | 2003                      | 69 anos de prisão                                        | Preso                                                                                                 | [ 68 ]               |
| André Barboza                           | Monstro da CEASA                              | Guarujá, São Paulo                  | Belém, Pará                                                           | Crianças                                                            | 3                          | 2006 a 2008               | 104 anos de prisão                                       | Preso                                                                                                 | [ 69 ]               |
| Dyonathan Celestrino                    | Maníaco da Cruz                               | Rio Brilhante, Mato Grosso do Sul   | Rio Brilhante                                                         | Variado                                                             | 3                          | 2008                      | Preso quando menor de idade. Sem condições de liberdade. | Preso                                                                                                 | [ 70 ]               |
| Sebastião Pereira da Costa              | Monstro do Poço                               | Pará                                | Salinópolis                                                           | Mulheres                                                            | 3                          | 2013 a 2015               | 58 anos de prisão                                        | Preso                                                                                                 | [ 71 ]               |
| José Tiago Correia Soroka               | Coringa, Japa                                 | Palmas, Paraná                      | Grande Curitiba e Santa Catarina                                      | Homossexuais                                                        | 3                          | 2021                      | 104 anos de prisão                                       | Preso                                                                                                 | [ 72 ]               |
| Francisco da Costa Rocha                | Chico Picadinho                               | Vila Velha, Espírito Santo          | São Paulo                                                             | Mulheres                                                            | 2                          | 1966 e 1976               | Internação psiquiátrica                                  | Em tratamento psiquiátrico                                                                            | [ 73 ]               |
| José Aírton Pontes                      | O Andarilho Do Diabo                          | Incerto                             | Mais de dez estados                                                   | Crianças                                                            | 2+                         | 1975 a 2005               | Mais de 37 anos de prisão                                | Preso                                                                                                 | [ 74 ]               |
| Vanderlei Antonio dos Santos            | Mestre Cão, Maníaco de Piratininga            | Incerto                             | Baixada Fluminense                                                    | Variado                                                             | 2+                         | 1994 a 1995               | Mais de 55 anos de prisão                                | Preso                                                                                                 | [ 75 ]               |
| Rogério Borges Mendonça                 | Estuprador do São Francisco                   | Incerto                             | Amazonas                                                              | Variado                                                             | 2                          | 2008 a 2015               | 94 anos de prisão                                        | Preso                                                                                                 | [ 76 ]               |

## Duplas ou grupos
| Nome | Apelido                       | Local de nascimento                              | Locais dos crimes | Perfil criminoso                                   | Vitimas fatais confirmadas | Tempo de atividade | Condenação | Status                                                      | Ref.          |
| --- | ----------------------------- | ------------------------------------------------ | ----------------- | -------------------------------------------------- | -------------------------- | ------------------ | --- | ----------------------------------------------------------- | ------------- |
| José Ramos, Catarina Palse e Carlos Claussner                                                              | Assassinos da Rua do Arvoredo | Porto Alegre, Rio Grande do Sul Hungria Alemanha | Porto Alegre      | Canibal                                            | 9                          | 1863 e 1864        | José Ramos condenado a prisão perpétua. Catarina Palse condenada a 13 anos de prisão. Carlos Claussner não foi julgado. | Todos mortos                                                | [ 77 ]        |
| Josemar Pinheiro da Silva e Clóvis Cunha de Almeida                                                        | Monstro da Variante           | Incerto                                          | Rio de Janeiro    | Maníaco sexual                                     | 7                          | 1965 a 1966        | Incerto | Incerto                                                     | [ 78 ]        |
| Marcelo di Pietro e Pedro Roberto da Silva                                                                 | Não possuem                   | Santo André, São Paulo                           | Grande ABC        | Maníacos sexuais                                   | 3                          | 1988               | 32 anos de prisão | Marcelo foi morto na prisão. O outro possui destino incerto | [ 79 ] [ 80 ] |
| Jorge Beltrão Negromonte da Silveira, Isabel Cristina Pires da Silveira e Bruna Cristina Oliveira da Silva | Canibais de Garanhuns         | Garanhuns, Pernambuco                            | Garanhuns         | Canibais, participantes de suposta seita religiosa | 3                          | 2008 e 2012        | Em torno de 90 anos de prisão para cada um                                                                              | Presos                                                      | [ 81 ]        |

## Assassinos em série por estado
| Estado                            | Número de criminosos | Soma de seus homicídios |
| --------------------------------- | -------------------- | ----------------------- |
| São Paulo                         | 13                   | 142                     |
| Minas Gerais                      | 7                    | 114                     |
| Rio de Janeiro                    | 6                    | 27                      |
| Paraná                            | 4                    | 29                      |
| Rio Grande do Sul                 | 4                    | 24                      |
| Goiás                             | 4                    | 51                      |
| Pará                              | 3                    | 9                       |
| Pernambuco                        | 3                    | 68                      |
| Mato Grosso do Sul                | 2                    | 10                      |
| Espírito Santo                    | 2                    | 8                       |
| Santa Catarina                    | 2                    | 6                       |
| Maranhão                          | 1                    | 42                      |
| Alagoas                           | 1                    | 7                       |
| Bahia                             | 1                    | 6                       |
| Localização de nascimento incerta | 12                   | 51                      |
| Total                             | 62                   | 604                     |

## Assassinos em série não identificados
Esta seção lista assassinos em série brasileiros que nunca foram identificados e localizados, apesar da instauração de investigações e operações de busca.
| Apelido                          | Locais dos crimes                  | Perfil criminoso           | Vitimas fatais estimadas | Tempo de atividade | Observações | Ref.          |
| -------------------------------- | ---------------------------------- | -------------------------- | ------------------------ | ------------------ | --- | ------------- |
| Bandido Mascarado                | Campinas, São Paulo                | Maníaco sexual, Misandrico | 3                        | 1961-1962          | Série de ataques a casais em locais ermos da cidade de Campinas realizados por um homem apelidado pela imprensa de "Bandido Mascarado". O Bandido Mascarado portava um revólver e uma lanterna e atacava casais, matando o homem e estuprando a mulher. As ocorrências causaram pânico na população de Campinas. Apesar da polícia prender alguns suspeitos na época, o maníaco nunca foi encontrado. Em janeiro de 1979, as autoridades policiais de São Paulo (incluindo o então delegado do DOPS Sérgio Fleury) anunciaram a prisão de um suspeito que havia confessado os crimes. Mais tarde foi comprovado que o suspeito detido era mentalmente insano e sua confissão foi invalidada. | [ 82 ] [ 83 ] |
| Crimes sexuais de Belo Horizonte | Belo Horizonte, Minas Gerais       | Maníaco sexual, pedófilo   | 5                        | 1968-1973          | Série de crimes sexuais seguidos de morte das vítimas. Duas mulheres em 1968 e 1970, e três meninas entre 13 e 14 anos em 1972 e 1973. Não foram localizados suspeitos. É possível que tenham sido causados por predadores sexuais diferentes. | [ 84 ]        |
| Vendedor Maldito                 | São Paulo, São Paulo               | Maníaco sexual             | 2                        | 1970-1971          | Suspeito invadia residências para cometer crimes sexuais e matar empregadas domésticas adolescentes, com o uso de chave de fenda. Polícia chegou ao nome de dois suspeitos ("Gregorio Donoso" e "Endelito de Sousa") a partir de uma pasta esquecida em uma das cenas de crime. Foi também divulgado retrato falado, porém o autor dos crimes, aparentemente, nunca foi encontrado. | [ 85 ]        |
| Maníaco do Maracanã              | Rio de Janeiro, Rio de Janeiro     | Maníaco sexual             | 5+                       | 1986               | Série de crimes sexuais seguidos de estrangulamento, com abandono do corpo sempre no mesmo local (passarela nos fundos da UERJ). Vítimas usavam sempre o mesmo padrão de roupas (blusa e saia estampada). Possíveis garotas de programa. | [ 86 ]        |
| Maníaco da Capa Preta            | Interior do Estado de Minas Gerais | Incendiário                | 3                        | 1989-1990          | Suspeito ateava fogo em residências. Além das vítimas fatais, cerca de 39 pessoas ficaram feridas por queimaduras graves. | [ 87 ]        |
| Maníaco da Zona Oeste do Rio     | Rio de Janeiro, Rio de Janeiro     | Pedófilo                   | 7                        | 1993               | Série de estupros seguidos de morte de cerca de 7 meninas entre 7 e 10 anos na Zona Oeste do Rio, num intervalo de seis meses. Mais de uma dezena de meninas desaparecidas na mesma área. | [ 88 ] [ 89 ] |
| Maníaco do Arco Íris             | Carapicuíba, São Paulo             | Criminoso de ódio          | 13                       | 2007-2008          | Suspeito de matar vítimas do sexo masculino, homossexuais, a tiros, no Parque dos Paturis. | [ 90 ]        |

## Criminosos notórios

### Pedrinho Matador

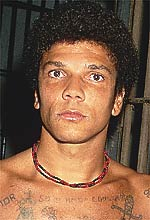
Pedro Filho em 1991

Pedro Rodrigues Filho, conhecido popularmente pelo apelido "Pedrinho Matador", é o homicida brasileiro com o maior número de vítimas confirmadas vinculadas ao seu nome. No total, foram confirmadas 71 vítimas fatais, entre elas seu pai. Foi condenado a 128 anos de prisão, dos quais passou 42 anos presos, extrapolando o limite penal brasileiro de 30 anos. Pedro teve adicionados a sua pena mais 10 anos por crimes cometidos dentro da cadeia, e outros dois anos no qual ficou preso de forma irregular, tendo em vista que o limite penal brasileiro é de 40 anos.
Seus crimes começaram aos 13 anos, quando em uma discussão com um primo mais velho, Pedro jogou-o dentro de um moedor de cana. O mesmo sobreviveu por pouco, com diversos ferimentos graves. Seu primeiro homicídio foi registrado em 1968, quando Pedro tinha apenas 14 anos. O mesmo matou o vice-prefeito de Alfenas (MG), com uma espingarda que pertencia ao seu avô, em frente à prefeitura da cidade, por ter demitido seu pai, um guarda escolar, na época acusado de roubar merenda. Depois matou um vigia, que supunha ser o verdadeiro ladrão.
Em seu modus operandi Pedro costumava utilizar de armas brancas como facas, porém também relatou ter matado 10 pessoas quebrando o pescoço de suas vitimas. Em seu crime mais chocante, Pedro matou seu pai dentro da cadeia, tendo como motivo ter prometido matar qualquer um que fizesse mal à sua mãe. Ao descobrir que seu pai havia matado sua mãe com 21 golpes de facão, Pedro matou-o com 22 golpes, como forma de representar uma "justiça" ao seu pai. Em declarações Pedro falou sobre o caso:
| “                                               | Ele deu 21 facadas na minha mãe, então dei 22, o povo diz que comi o coração dele. Não, eu simplesmente cortei, porque era uma vingança, não é? Cortei e joguei fora. Tirei um pedaço, mastiguei e joguei fora | ” |
| — Pedro em entrevista a Marcelo Rezende em 2018 | |   |

Após 42 anos preso, foi solto e se converteu ao cristianismo. Passou considera-se um novo homem e arrepender-se dos crimes passados. Pedro pediu que seu apelido deixe de ser "Pedrinho Matador" e passe a ser "Pedrinho Ex-Matador", assim assumindo que seus crimes ficaram em seu passado. Em março de 2023, acabou sendo assassinado por tiros, aos 68 anos.

### Cabo Bruno

Cabo Bruno em entrevista para Rede Record

Florisvaldo de Oliveira, conhecido pelo nome de "Cabo Bruno", foi um ex-soldado da Polícia Militar do Estado de São Paulo, acusado de mais de cinquenta mortes na periferia de São Paulo durante os anos 1980. Chegou a admitir essas mortes, mas depois negou-as em depoimento. O mesmo foi condenado a 118 anos de prisão pelos homicídios feitos enquanto ele trabalhava para o estado, tendo em vista que em diversos casos o mesmo não conseguia comprovar que os homicídios ocorreram em confronto entre a polícia e bandidos.
Considerado um justiceiro, Florisvaldo além de matar e torturar criminosos, por agir de maneira irregular, também vitimava inocentes moradores da periferia de São Paulo. Foi considerado o percussor da milícia em São Paulo, tendo em vista que ele agia quase sempre em suas folgas e seus principais "clientes" eram os comerciantes da região preocupados com que a violência atrapalhasse seus negócios.
Condenado a 118 anos de prisão, Florisvaldo ficou preso por 27 anos e foi libertado no ano de 2012. Porém, um mês após deixar a prisão, Cabo Bruno foi morto com dezoito ou vinte tiros no bairro Quadra Coberta, em Pindamonhangaba, por volta das 23h30 de 26 de setembro de 2012. Ele retornava de um culto religioso no município de Aparecida, acompanhado por parentes que nada sofreram. Segundo informações preliminares da Polícia Militar, dois homens chegaram a pé e atiraram somente contra ele, não tendo sido anunciado assalto, e que havia um carro próximo do local, possivelmente utilizado pelos atiradores na fuga.

### Maníaco de Goiânia

Maníaco de Goiânia durante sua prisão

Tiago Henrique Gomes da Rocha, conhecido pelo pseudônimo de "Maníaco de Goiânia", é um assassino que, ao ser preso, confessou ter assassinado 39 pessoas, a maioria mulheres, entre os anos de 2011 e 2014, na cidade de Goiânia, Goiás. Das mulheres, duas seriam garotas de programa. Entre os homens, alguns seriam moradores de rua e homossexuais. A partir do final de 2013, passou a matar apenas mulheres, a maioria jovens, escolhidas aleatoriamente e pilotando uma motocicleta.
Tiago foi preso em 2014 e passou pelo interrogatório de oito delegados. Durante os depoimentos, descreveu suas vítimas somente por números, "vítima número 1", "número 2", até chegar ao 39º assassinato. Dois dias depois de ser preso, tentou se matar, cortando os pulsos com o vidro de uma lâmpada quebrada, tendo sido socorrido, e os ferimentos considerados de pouca gravidade.
Em outubro de 2014, pouco antes de ser transferido para a penitenciária de Aparecida de Goiânia, Tiago passou por uma avaliação psicológica informal, que não fez parte do processo. Esta análise o definiu com um perfil de um assassino em série, com comportamento diferente dos psicopatas comuns, assim permanecendo preso em regime convencional, tendo em vista que o mesmo teria traços de psicopatia porém era considerável imputável (que é responsável legalmente e pode ser julgado pelos atos praticados). Atualmente Tiago permanece aprisionado em Aparecida de Goiânia e está desde 2016 sendo julgado pelos homicídios de suas vitimas, assim aguardando uma condenação final, cabendo recursos para seus processos.

### Maníaco do Trianon
Fortunato Botton Neto, popularmente conhecido pelo pseudônimo de Maníaco do Trianon, era um garoto de programa que tinha como seu ponto principal de trabalho o Parque Trianon em São Paulo. De forma sádica, Fortunato atraía seus clientes até uma área reservada do parque, com a desculpa de ser um local mais discreto para o programa, e lá acabava por estuprar e matar seus clientes. Os crimes aconteceram entre os anos de 1986 e 1989. Suas vitimas eram as mais diversas e variavam entre decorador, psiquiatra, diretor de teatro, professor... Suas idades variavam entre 30 e 60 anos.
Após investigações, a polícia armou uma emboscada para captura de Fortunato. Acontece que Fortunato tinha sérios problemas mentais que o faziam passar por "surtos". Quando fora deles, era uma pessoa normal e abertamente homossexual; ao entrar em um, se transformava em um monstro que abominava homossexuais e os culpava pelo surgimento da AIDS. Cada "surto" podia durar minutos, horas, dias ou semanas, explicando seus sumiços. O Maníaco do Trianon no total matou 13 pessoas entre 1986 e 1989, mas foi condenado por três dos sete crimes que confessou. Morreu no presídio de Taubaté em São Paulo em fevereiro de 1997, de broncopneumonia decorrente da AIDS, adquirida de uma de suas vítimas.

### Assassinos da Rua do Arvoredo
Os assassinos da rua do Arvoredo foram um trio de homicidas que atuaram na cidade de Porto Alegre, no Rio Grande do Sul, durante os anos de 1863 e 1864. O grupo era composto por três criminosos, sendo eles:
- José Ramos, brasileiro natural de Porto Alegre, considerado o líder e mandante dos homicídios. Segundo investigações, o mesmo influenciava o canibalismo do restante do grupo. Tinha um relacionamento amoroso com Catarina, outra criminosa do grupo.
- Catarina Palse, húngara natural de Transilvânia. Se mudou para o Brasil com 20 anos após um desastre familiar durante a Revolução Húngara de 1848. O trabalho de Catarina era, basicamente, seduzir homens e guia-los para José.
- Carlos Clausser, alemão, que possuía um açougue na atual Rua Riachuelo no centro de Porto Alegre. Com a solidão, Carlos viraria amigo do casal, disponibilizando seu comércio para os atos ilegais efetuados pelos mesmos.

A metodologia utilizada pelo trio era utilizar-se da beleza de Catarina para atrair possíveis vitimas para serem assassinados por José e, logo após levar os corpos até o açougue de Carlos. No açougue de Carlos, os corpos eram degolados, esquartejados e descarnados e colocados em máquinas de linguiças, misturados a carne de porco. Inicialmente a carne era consumida apenas pelo trio, contudo após um tempo houve relatos de que a carne também seria vendida ao público no açougue. Foram confessados 9 assassinatos, porém o número certo de vítimas permanece desconhecido até os dias atuais.
Após o início das investigações e com medo das possíveis penas, Carlos Clausser se mudou para o país vizinho Uruguai, onde nunca mais foi encontrado; assim não foi julgado pela justiça brasileira. José Ramos foi inicialmente condenado à morte por enforcamento, porém teve sua pena alterada para prisão perpétua, até sua morte no hospital da Santa Casa de Misericórdia de Porto Alegre, em 1893. Ele negava todas as acusações. Catarina Palse, por contribuir com as investigações e por não ser ligada diretamente aos crimes, foi condenada a 13 anos de prisão por ser cúmplice dos crimes.

### Maníaco do Parque

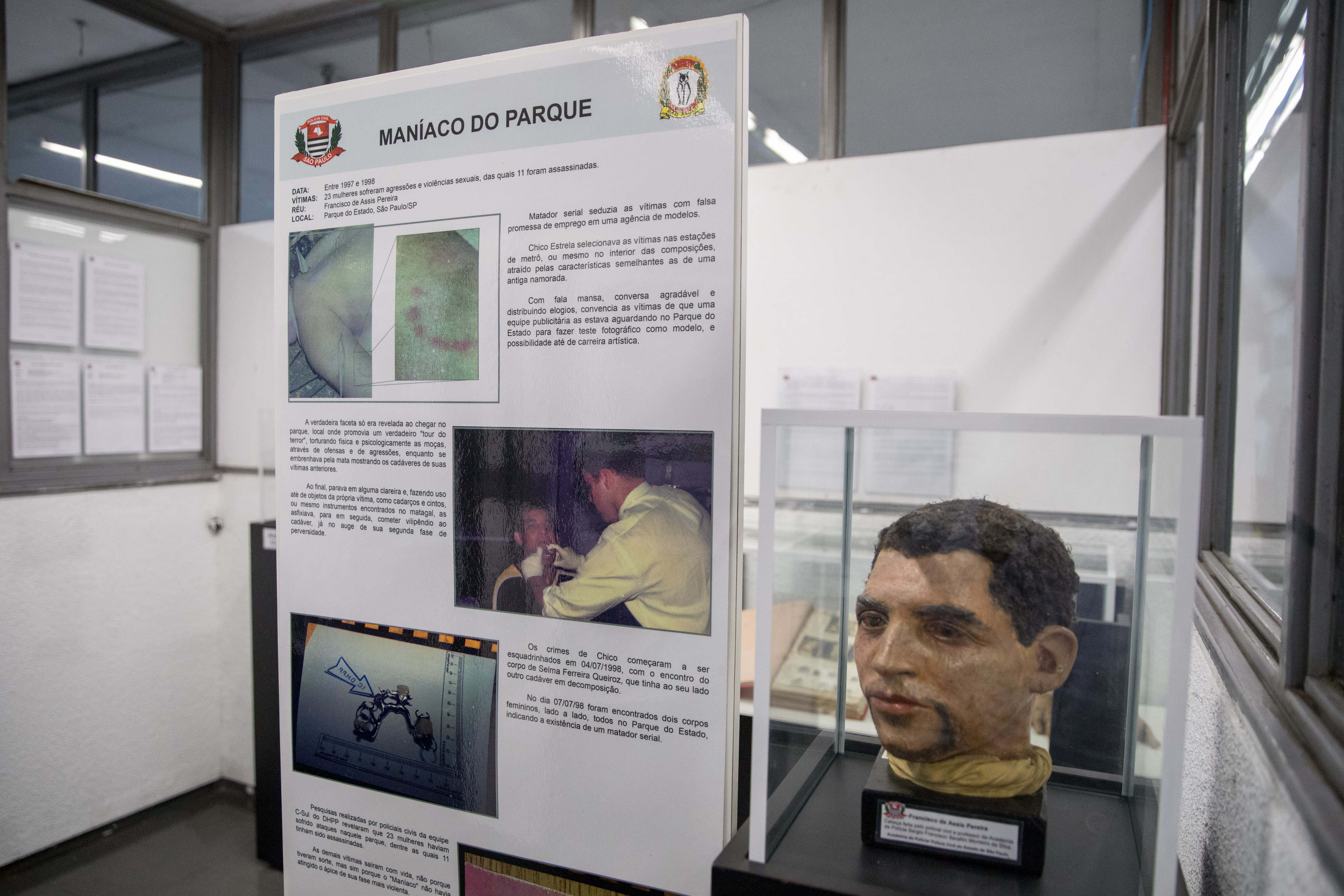
Área do museu da Policia Civil de São Paulo em homenagem a solução do caso

Francisco de Assis Pereira, também conhecido pelo pseudônimo Maníaco do Parque, é um assassino em série brasileiro. Francisco estuprou e matou ao menos 7 mulheres, e tentou assassinar outras 9, em 1998. Por fim, confessou 11 assassinatos, sendo condenado por crimes de estupro, estelionato, atentado violento ao pudor e homicídio. Seus crimes ocorreram no Parque do Estado, na região sul da capital do estado de São Paulo, Brasil. Nesse local, foram encontrados os corpos de suas vítimas.
O modus operandi do maníaco para convencê-las a acompanhá-lo era simples: Francisco cobria todas de elogios, se identificava como caça-talentos de uma importante revista, oferecia um bom cachê, e convidava as moças para uma sessão de fotos num ambiente ecológico. Dizia que era uma oportunidade única, algo predestinado, que não poderia ser desperdiçado. Preso e condenado a uma soma de 268 anos de prisão, ele cumpre sua sentença na Penitenciária de Iaras, no interior do estado de São Paulo.

### Carrasco do Incra 9
Lázaro Barbosa de Sousa, também conhecido como "Carrasco do Incra 9" ou "Índio", foi um criminoso que tornou-se notório no ano de 2021. Já preso anteriormente em 2018, Lázaro havia cometido 2 assassinatos na Bahia, seu estado de origem. Em 2021, após cometer o homicídio de uma família de 4 pessoas no Distrito Federal (onde as suspeitas foram de que o mesmo havia sido contratado para cometer o assassinato da família), protagonizou diversos sequestros e assaltos durante sua fuga.
Em um laudo psicológico anterior ao incidente em 2021, havia sido descrito como uma pessoa impulsiva, ansiosa e com "preocupações sexuais". Lázaro foi morto durante sua perseguição policial no Distrito Federal, assim o mesmo não foi julgado ou condenado por seus crimes.

### Preto Amaral

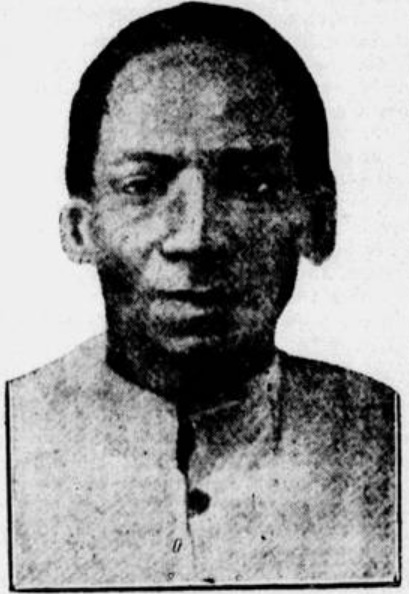
Preto Amaral em 1927

José Augusto do Amaral, conhecido como Preto Amaral, foi um filho de escravizados e conhecido por ser o primeiro assassino em série brasileiro. Pela falta de opção de trabalho, acabou se alistando ao exército e serviu em diversas cidades brasileiras, inclusive atuando na Guerra de Canudos. Desertou por diversas vezes em batalhões que serviu, seja no exército, ou na guarda policial e, por fim, acabou preso, por isso passando meses na cadeia.
Em 1926 cometeu o seu suposto primeiro crime: foi acusado de estrangular e abusar sexualmente de um rapaz de 27 anos. O corpo foi encontrado nas imediações do Aeroporto Campo de Marte. Em alguns crimes ele cometia o ato de necrofilia nos corpos ainda quentes de suas vítimas. Depois desse, supostamente cometeu mais outros dois outros crimes semelhantes, e ainda uma tentativa de esganamento e atentado violento ao pudor, mas o rapaz ao qual ele tentara esta investida conseguiu escapar da morte porque "Preto" teria se assustado e o deixado no local, e em seguida foi até a delegacia denunciá-lo.
O mesmo foi preso, torturado pela polícia e acabou confessando os seus supostos crimes. Já era famoso em São Paulo antes mesmo da sua prisão, pois os jornais da época estampavam notícias sobre um assassino em série na cidade e o mesmo já tinha as alcunhas na mídia local de "O Monstro Negro" e "O Diabo Preto". Ainda na cadeia, por falta de higiene o mesmo acabou falecendo de tuberculose.